# Муньос, Иосиф
Ио́сиф (Хосе́) Муньо́с-Корте́с (исп. José Muñoz Cortés, в келейном постриге монах Амвросий; 13 мая 1948, Сантьяго, Чили — 31 октября 1997, Афины, Греция) — чилийско-канадский православный иконописец. В течение 15 лет был хранителем Монреальской Иверской иконы Божией Матери и посещал с нею многие страны мира.

## Биография
Родился 13 мая 1948 года в Вальпараисо в бедной и благочестивой католической семье испанского происхождения. Отец, Хосе-дель-Трансито Муньос-Джонсон, был простым моряком, рано умер из-за сахарного диабета. Его мать, англичанка, была талантливой художницей. Среди предков матери Иосифа, Марии Клементины дель-Кармен Кортес-Фернандес, были представители высшего католического духовенства и Э. Кортес. В детстве проявил склонность к живописи, любил танцы. Однако отец был против того, чтобы он стал художником. У Иосифа был младший брат Альберто и сестра Анжелика, но они не понимали его, и жили своей отдельной жизнью. Родители Иосифа уехали из Испании из-за того, что семья матери была против её брака с простым моряком.
Иосиф с детства проявлял сострадание к людям и отзывчивость на любой призыв о помощи. Это сострадание побудило его на какое-то время увлечься идеями социалистического преобразования общества, но архиепископ Чилийский объяснил ему, как можно лучше проявлять любовь к ближнему.
В 1962 году в 12-летнем возрасте Хосе по дороге в католический храм случайно услышал доносящееся из открытых дверей Свято-Троицкой православной церкви РПЦЗ в Сантьяго дивное пение. Красота убранства храма, икон и богослужения произвела на мальчика огромное впечатление, и с тех пор он начал посещать эту церковь. Через 2 года архиепископ Чилийский Леонтий, принял его в православие, на что было получено согласие матери Хосе.
Проучившись три года в православном колледже, Иосиф стал учиться иконописи у иконописца Николая Шелихова. Затем он переехал в Канаду в Монреаль. По приглашению архиепископа Канадского и Монреальского Виталия он переехал на подворье монашеского братства преподобного Иова Почаевского в Монреале и вскоре стал преподавателем истории искусств в Монреальском университете. В университете он защитил диссертацию об апостоле Павле.
В начале 1980-х Иосиф серьёзно заболел.

### Обретение иконы
В 1982 году посетил Афон, в частности, Спасо-Рождественский скит (относящийся к старостильному «матфеевскому» Синоду Истинно-православной церкви Греции, не имеющему общения с каноническими Православными церквями), где был поражён Иверской иконой Божией Матери, написанной иеромонахом Хризостомом. Иосиф просил монахов продать эту икону, но каждый раз получил отказы. Тогда Иосиф стал молиться о получении им этой иконы. В последний день пребывания на Афоне он получил в дар от схиигумена этого скита Климента (скончался в 1997 году) Иверскую икону. Подаренная икона стала обильно мироточить и благоухать 24 ноября 1982 года, после возвращения в Канаду. По его воспоминаниям, «24 ноября в три часа ночи я проснулся от сильного благоухания. Вначале подумал, что оно исходит от мощей или разлитого флакона духов, но, подойдя к иконе, я поразился: вся она была покрыта благоухающим миром! Я застыл на месте от такого чуда! Вскоре мироточивая икона была отнесена в храм. С тех пор икона Божией Матери постоянно мироточила, за исключением Страстных недель. Замечательно, что миро истекало главным образом из рук Христа и Богоматери, а также звезды, находящейся на правом плече Пречистой. В то же время задняя сторона иконы всегда сухая».
Новость о чудесном явлении быстро распространилась, а икону поместили в собор Русской православной церкви заграницей в Монреале, где её посещало огромное количество людей. По утверждению очевидцев, миро имело сильный аромат, и его собирали в сосуды. Иосиф в течение 15 лет был хранителем этой святыни и посещал с иконой православные приходы во многих странах: США, Канаде, Франции, ФРГ, Австралии, Аргентине, Бразилии, Болгарии и др.
Иосиф Муньос, всюду сопровождавший святую икону, всегда вёл себя очень скромно, никогда не привлекал к себе внимания, во время церковных богослужений тихо стоял сзади, незаметный, как монах.
Он часто возвращался на Афон, также и с чудотворной иконой. На Афоне был пострижен в монашество схиигуменом Климентом с именем Амвросий в честь преподобного Амвросия Оптинского. Иосиф часто посещал также Леснинский монастырь.

### Убийство и похороны

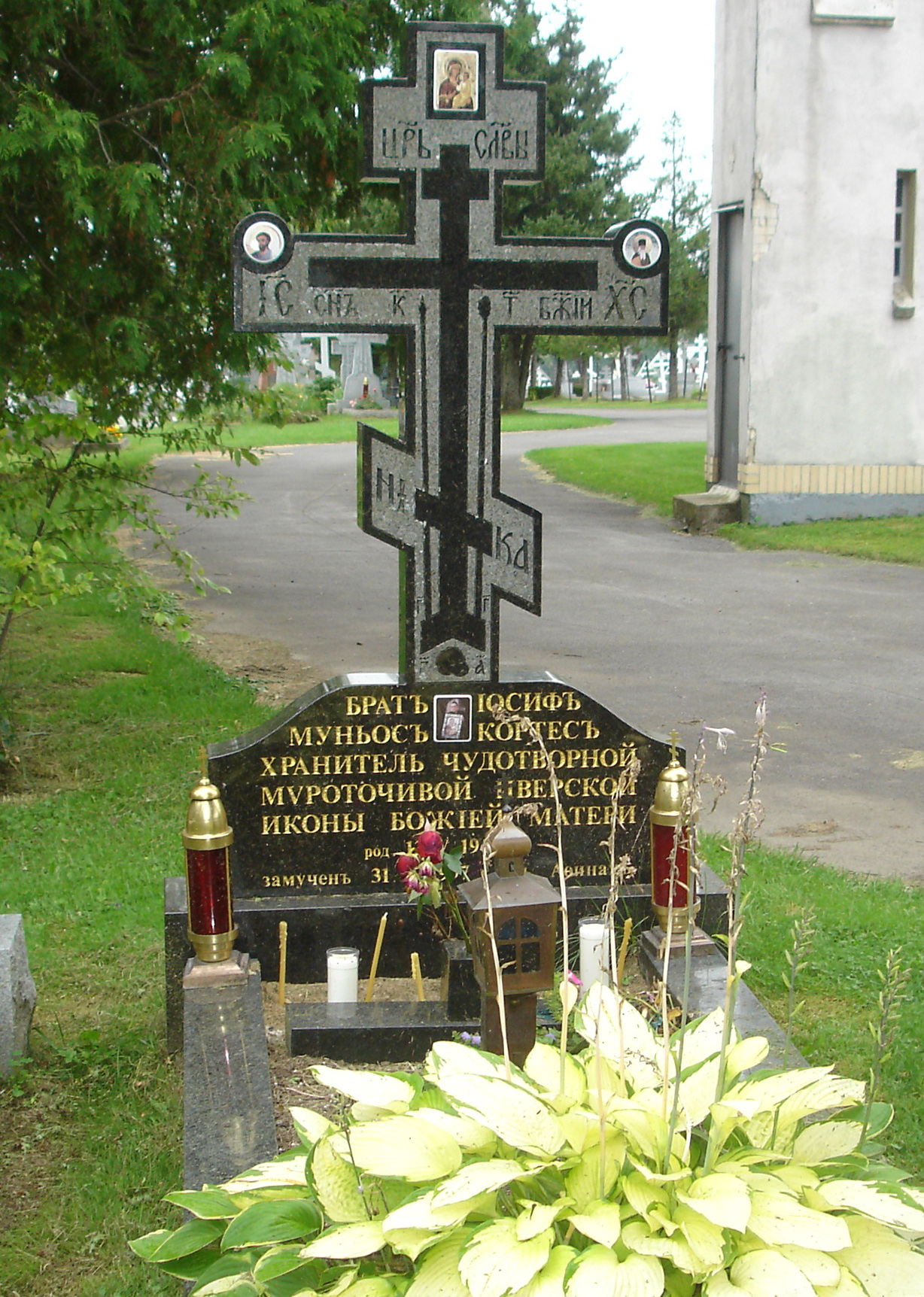
Могила брата Иосифа

Развернулась борьба иерархов разных конфессий за право владеть иконой. С начала октября 1997 года икона перестала мироточить, и начала плакать. 13 октября Иосиф приехал а Афины, без иконы. 30-го октября в 22:30 ему позвонили, и попросили о помощи.
В ночь на 31 октября 1997 года Иосиф Муньос был убит в номере «Гранд-отеля» в Афинах, а мироточивая икона бесследно исчезла. Он приехал в Афины по ложному вызову якобы от духовника, который жил на Афоне. Человек в соседнем номере всю ночь слышал стоны, но никуда не обратился. В 1998 году врач-эксперт на суде заявил, что Иосиф был тщательно связан поперёк кровати, следы сильных ударов были на голове и лице, произошло кровоизлияние в мозг, кровь вытекала из глаз, щёки разрезаны веревкой, раздроблено адамово яблоко, следы пыток видны на ногах, руках, груди. Сразу после убийства была ограблена квартира, где жил хранитель иконы.
Спустя 20 лет представителями РПЦЗ, отрицательно относящимися к Русской православной церкви, было высказано мнение, что исчезновение иконы и гибель её хранителя Иосифа было связано с начавшимся «поглощением» РПЦЗ Московской патриархией, в то время как хранитель иконы, по их мнению, мог быть против такого объединения.
12 ноября 1997 года, спустя 13 дней после убийства, согласно завещанию, похоронен на русском кладбище в Свято-Троицком монастыре в Джорданвилле, штат Нью-Йорк (США). По свидетельству очевидцев, во время похорон, несмотря на долгий срок, на теле были видны лишь следы пыток, но не было признаков тления и запаха. Архиепископ Лавр не благословил заливать фундамент под кроватку, под которой захоронен гроб с телом мученика: «Будет легче открывать».
Как утверждает российский историк Инна Симонова, 9 декабря 1997 года, на сороковой день, на могиле чудесным образом зажглись свечи и продолжали гореть необычно долгое время.
В 2000 году, перед смертью, Мария Кортес прехала в Монреаль, приняла православие, и попросила похоронить её рядом с сыном. После её смерти митрополит Лавр не разрешил.

## Убеждения
Он считал, что у современной молодёжи очень трудная и тяжёлая жизнь, которая заставляет их учиться, чтобы работать, чтобы зарабатывать деньги для приобретения материальных благ, то есть жить в материальном мире, забывая о духовном. Иосиф считал телевидение настоящим бедствием, наркотиком, разрушающим жизнь людей и приводящему к утрате способности различать добро и зло (и не разрешил снять фильм о чудотворной иконе). Иосиф считал, что детей нужно учить собственным примером, так как они слишком часто видят, что родители говорят им одно, а поступают иначе. Он почитал святителя Иоанна Шанхайского, поскольку тот заботился только о духовном в «этом гнилом материальном мире».

## Память и почитание
23—25 ноября 2007 года в Русском зарубежье было торжественно отмечено памятное духовно-значимое событие: 25 лет назад брат Иосиф был призван Господом на особенное служение. Молитвенно отмеченные в Свято-Троицком монастыре в Джорданвилле даты — 25-летия явления Монреальской Иверской мироточивой иконы и 10-летней годовщины со дня убиения её хранителя.
14 декабря 2012 года по благословению первоиерарха РПЦЗ митрополита Илариона была создана епархиальная комиссия Восточно-Американской епархии по канонизации, в задачу которой вошло собирание информации и повышение осведомлённости о праведной жизни митрополита Филарета, а также брата Иосифа Муньоса-Кортеса.

## Цитаты
... Ценности современного Западного мира неприемлемы для христианина. Американская цивилизация и культура безнадёжно оскудели. Верят только в то, чт можно потрогать руками. Слава Богу, что мы принадлежим другой культуре и другой цивилизации. (1997)
Когда человек замыкается на потреблении и становится эгоистом — это большая проблема. Он не сотворён быть эгоистом: он должен жить в обществе единомышленников и братьев. 